# Abravanel Hall

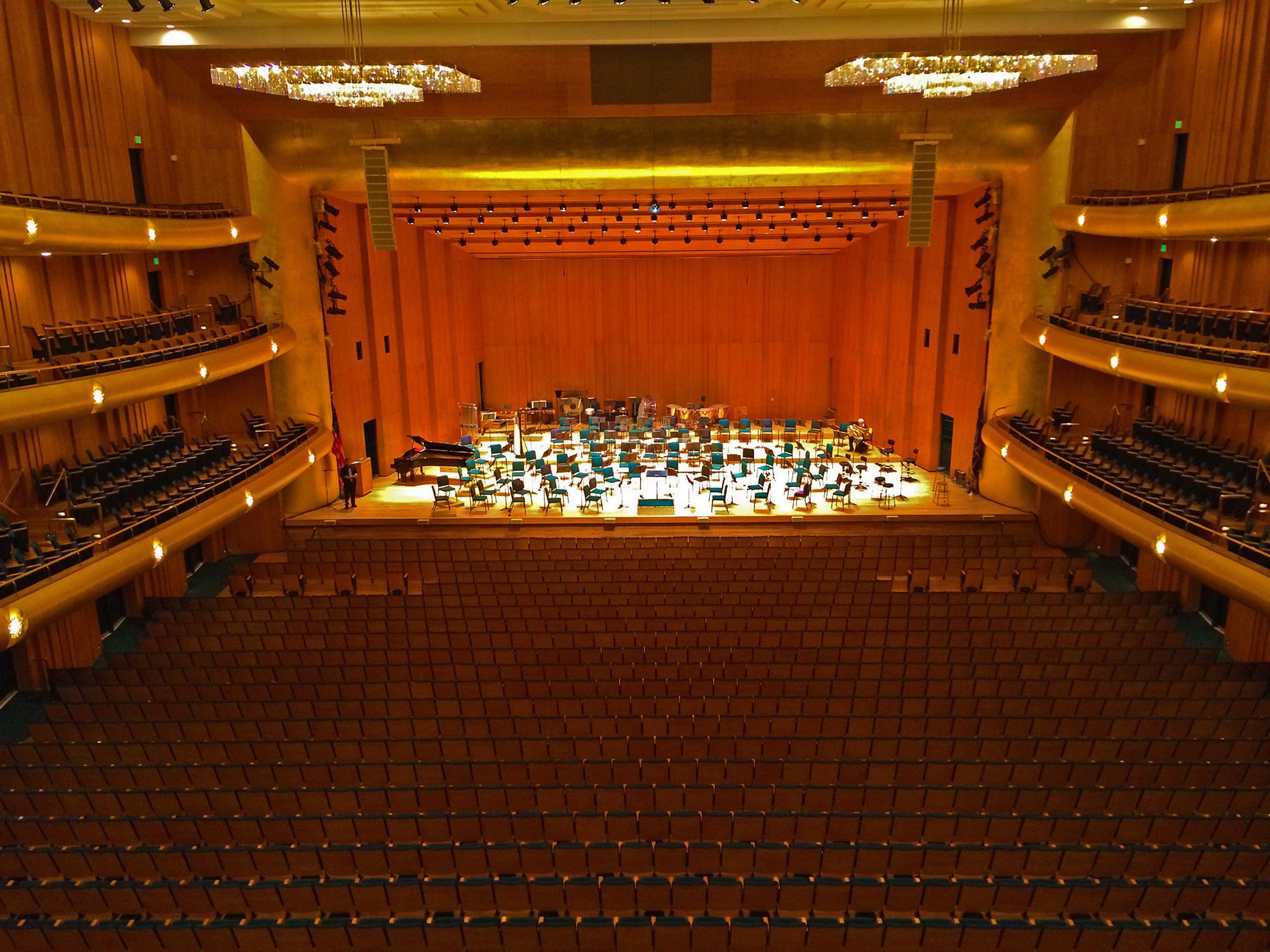
Abravanel Hall.

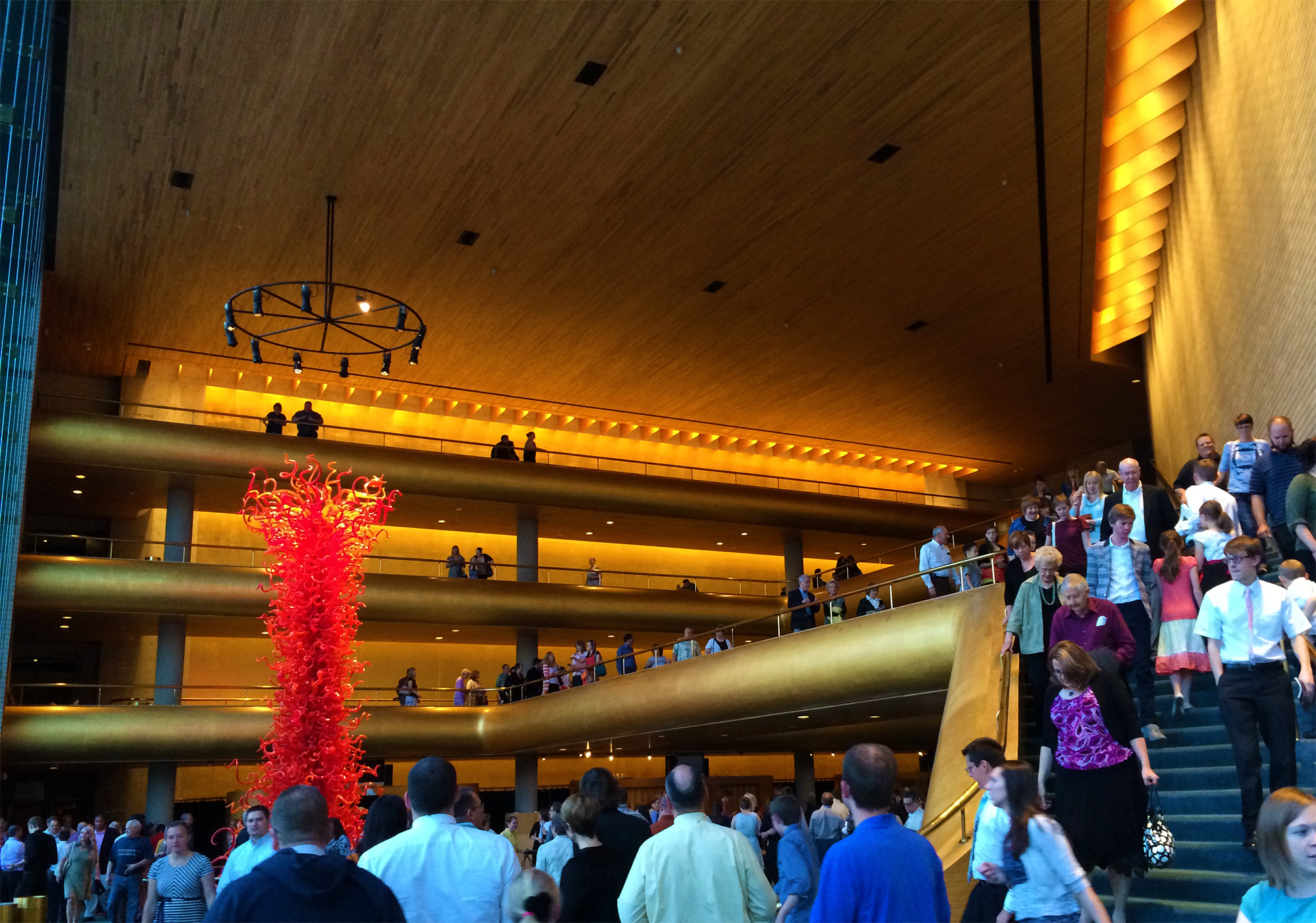
Abravanel Hall entrada.

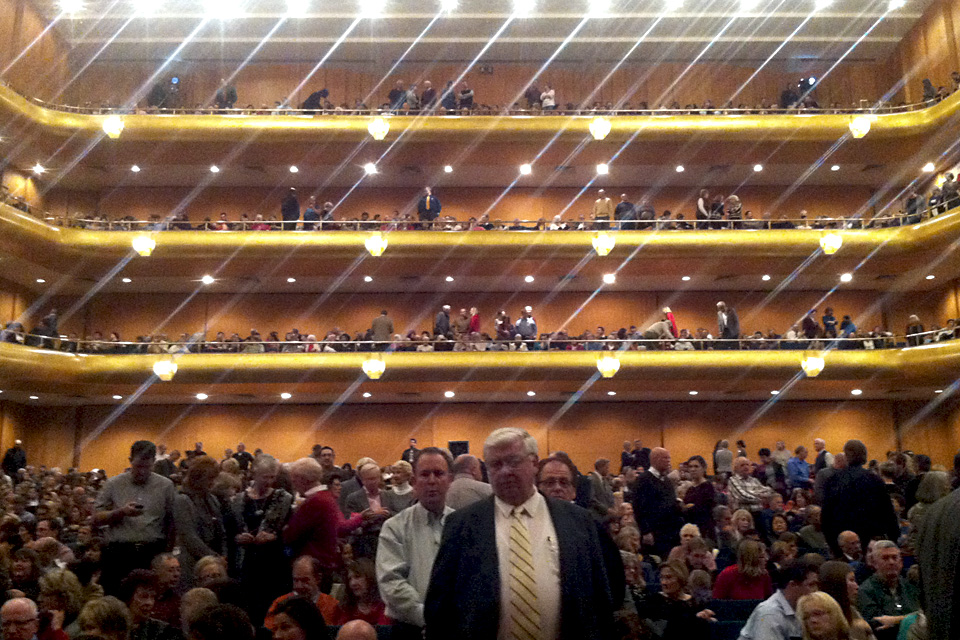
Abravanel Hall interior

Abravanel Hall é um sala de concertos, em Salt Lake City, Utah , que é a sede da orquestra Sinfônica de Utah, e faz parte do Centro de artes do condado de Salt Lake. A sala é um marco arquitectónico na cidade, e está adjacente à Praça do Templo e ao Plácio do Sal , em South Temple street (Rua). A Sala possui uma capacidade para 2,811 pessoas.

## História
O Conselho de administração da orquestra Sinfônica de Utah criou uma comissão para o desenho e Construção que incluía Maurice Abravanel, O. C. Tanner, e Jack Gallivan, para assessorar o projeto arquitetônicoda  equipe comandada por Bob Fowler. a construção demorou três anos e custou $12 milhões de Dólares Americanos.
A sala foi inaugurada em Setembro de 1979, e originalmente era conhecida por Symphony Hall, mas em Maio de 1993 o nome foi mudado para Maurice Abravanel, chefe de orquestra da Sinfônica de Utah. Em 1998, a Sala passou por um projeto de expansão, que a tornou acessível a pessoas com deficiência motora, novos lavabos, uma nova bilheteira, e uma nova sala de recepção.